# Jurij Dalmatin
Jurij Dalmatin, auch: Georg Dalmatin (* um 1547 in Gurkfeld in Unterkrain; † 31. August 1589 in Laibach) war ein protestantischer Geistlicher und  Übersetzer der Bibel ins Slowenische.

## Leben
Jurij Dalmatin, der aus einer dalmatinischen Familie stammen soll, erhielt bis zu seinem 18. Lebensjahr bei Adam Bohorič (Adam Bohoritsch) Unterricht. Von 1565 bis 1566 besuchte er die Klosterschule zu Bebenhausen bei Tübingen und studierte von 1566 bis 1572 evangelische Theologie an der Universität Tübingen. Primož Trubar (Primus Truber) ließ ihn 1572 die Genesis ins Slowenische übersetzen. Auf Einladung der Landstände der Krain trat Dalmatin 1572 in Laibach sein Amt als protestantischer Prediger in slowenischer (windischer) und deutscher Sprache an. Er schrieb verschiedene religiöse Bücher.
Kurz nachdem Primož Trubar bereits das Neue Testament aus dem deutschen Text von Martin Luther ins Slowenische übersetzt hatte, verwirklichte Dalmatin als erster die Übersetzung der gesamten Heiligen Schrift aus dem Hebräischen beziehungsweise Griechischen in seine Muttersprache. Dabei nahm er die deutsche Fassung von Martin Luther zu Hilfe.
Zur Übersetzung der Bibel soll er sich unter dem Schutz von Herbard VIII. von Auersperg auf Burg Auersperg in Unterkrain aufgehalten haben. Um eine Druckerei zu finden, ging er im Oktober 1580 nach Graz und Klagenfurt. Die Bibelübersetzung kam 1584 in Wittenberg heraus. In den folgenden Jahren wurden 870 seiner slowenischen Bibeln in Fässern versteckt in die Krain geschafft, 330 in die Steiermark und 300 nach Kärnten.

## Werke
- Karšanske lepe molitve (1584, Christliche schöne Gebete)
- Ta kratki wittenberški katekizmus (1585, Der kurze Wittenberger Katechismus)
- Agenda (1589)
- Bibilija, tu je vse svetu pismu stariga inu noviga testamenta, slovenski tolmačena skuzi Jurija Dalmatina (Wittenberg 1584, Bibel, das ist die ganze Heilige Schrift des alten und neuen Testaments, ins Slowenische übertragen durch Jurij Dalmatin)